# Siegfried Borchardt

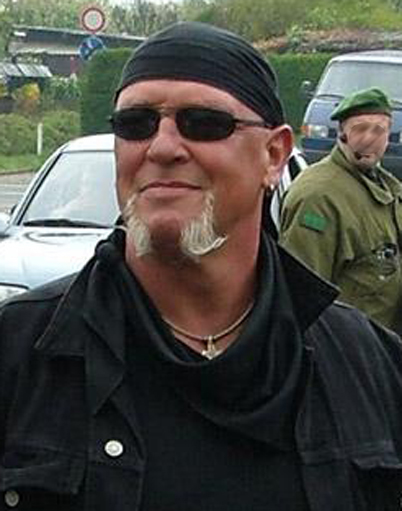
Siegfried Borchardt (April 2005)

Siegfried Roland Borchardt, genannt SS-Siggi (* 14. November 1953 in Neuenkirchen (Kreis Steinfurt); † 3. Oktober 2021 in Dortmund), war ein mehrfach strafrechtlich verurteilter deutscher Aktivist, Neonazi und Kommunalpolitiker aus dem Spektrum der neonazistischen Freien Kameradschaften und Funktionär der 1995 verbotenen Freiheitlichen Deutschen Arbeiterpartei. Bei den Kommunalwahlen 2014 errang er als Spitzenkandidat der Partei Die Rechte ein Mandat im Stadtrat der Stadt Dortmund, von dem er jedoch nach zwei Monaten zurücktrat.

## Leben
Siegfried Borchardt war ausgebildeter Industriekaufmann. Er war zunächst ein unpolitischer Jugendlicher, der seine Freizeit als Zuschauer in Fußballstadien verbrachte. Es folgte eine Phase von Arbeitslosigkeit und Engagement in der Hooligan-Szene, wo er Kontakte zu Michael Kühnen knüpfte.
1982 gründete Borchardt den Dortmunder Fußball-Fanclub Borussenfront, der nach und nach in die rechtsextremistische Szene abdriftete. Das bevorzugte Aktionsfeld von Borchardts Borussenfront war der Dortmunder Norden rund um den Borsigplatz, wo es regelmäßig zu Ausschreitungen kam. Unter anderem wurden Ausländer durch das Viertel gejagt. Aus dieser Zeit stammen seine Spitznamen Siggi vom Borsigplatz beziehungsweise SS-Siggi. In einem Gespräch mit einem Journalisten von Spiegel TV sagte Borchardt 2014, dass er mit dem Spitznamen SS-Siggi, den ihm ein Journalist gegeben habe, nicht einverstanden sei; er würde lieber SA-Siggi genannt.
Parallel zu seinen Aktivitäten bei der Borussenfront wurde Borchardt Kameradschaftsführer der Aktionsfront Nationaler Sozialisten/Nationale Aktivisten und später Kreisleiter im Komitee zur Vorbereitung der Feierlichkeiten zum 100. Geburtstag Adolf Hitlers (KAH). Ab 1984 baute er zusammen mit anderen ANS/NA-Kadern den Landesverband Nordrhein-Westfalen der Freiheitlichen Deutschen Arbeiterpartei (FAP) auf. Er war dort stellvertretender Bundes- und nordrhein-westfälischer Landesvorsitzender. 1984 kandidierte Borchardt für die FAP bei den Kommunalwahlen und war 1985 ihr Spitzenkandidat zur Landtagswahl. 1988 wurde er Landesvorsitzender Nordrhein-Westfalen und stellvertretender Bundesvorsitzender der FAP, im Jahr darauf kandidierte er bei der Wahl zum Europaparlament. Die Borussenfront, die auch aus FAP-Mitgliedern bestand, diente als Saalschutz für Veranstaltungen der NPD, verteilte Propagandamaterial und war verantwortlich für Ausschreitungen gegen Andersdenkende und Ausländer.
In den 1980er Jahren wurde Borchardt wegen verschiedener Delikte verurteilt. Er befand sich ab August 1985 in Untersuchungshaft. Aufgrund mehrerer Vorkommnisse, darunter die Überfälle auf Gegendemonstranten am 28. April 1984 in Drabenderhöhe/Wiehl und auf Bonner Punks am 1. September 1984, erfolgte am 22. Juli 1986 durch das Landgericht Bonn eine Verurteilung wegen schweren Landfriedensbruchs und gefährlicher Körperverletzung zu insgesamt zwei Jahren und sechs Monaten Freiheitsstrafe. Da die Untersuchungshaft angerechnet wurde, wurde er Anfang 1987 aus der Haft entlassen. Es folgten weitere Verurteilungen und Haftstrafen zwischen 1989 und 1992.
Nach dem Verbot der FAP im Jahre 1995 organisierte sich Borchardt in der „Kameradschaft Dortmund“, die regelmäßig Demonstrationen des Hamburger Neonazis Christian Worch unterstützt. Mit Michael Berger, der im Juni 2000 drei Polizisten ermordete, war Borchardt befreundet. Die Kameradschaft Dortmund verbreitete nach den Morden Aufkleber mit dem Schriftzug „Berger war ein Freund von uns. 3:1 für Deutschland. KS Dortmund“. 2001 stand Borchardt wiederum in Zusammenhang mit szenetypischen Straftaten vor Gericht, u. a. wegen Körperverletzung und wegen der Verwendung verfassungsfeindlicher Kennzeichen. Am 27. März 2002 wurde Borchardt vom Amtsgericht Dortmund zu neun Monaten Haft ohne Bewährung verurteilt, er hatte am 8. September 2001 einen anderen Rechtsextremen in seiner Wohnung überfallen und verprügelt.
Borchardt galt als Kopf der Dortmunder Neonazi-Szene und war im „Widerstand West“ aktiv. Am 27. Januar 2005 nahm er beispielsweise in den Niederlanden an einem Treffen offen neonazistischer, in Deutschland teilweise verbotener Vereinigungen (Blood and Honour, Racial Volunteer Force) als Redner teil. Das Informationsportal Blick nach Rechts vermeldet auch 2011 Aktivitäten der „Reste der ehemaligen Borussenfront“ unter Borchardt.
Ende 2012 gab Borchardt seine Zurückhaltung bei öffentlicher politischer Betätigung auf. Am 27. Oktober 2012 wurde er zum Kreisvorsitzenden des in Dortmund neu gegründeten Kreisverbandes der Partei Die Rechte gewählt. Seither leitete er die Ersatzorganisation für den kurz vorher verbotenen Nationalen Widerstand Dortmund. Bei der Kommunalwahl am 25. Mai 2014 errang Borchardt für die Partei einen Sitz im Stadtrat von Dortmund. Zwei Monate später teilte er dem Dortmunder Oberbürgermeister Ullrich Sierau schriftlich mit, sein Ratsmandat zum 31. Juli 2014 niederzulegen. Borchardt gab gesundheitliche und zeitliche Gründe für diese Entscheidung an. Sein Mandat als Mitglied der Bezirksvertretung Innenstadt-Nord wollte er weiter ausüben. Für ihn rückte Dennis Giemsch nach, der vorher der verbotenen Kameradschaft Nationaler Widerstand Dortmund (NWDO) angehört hatte.
Laut Einschätzung des Politikwissenschaftlers und Verfassungsschützers Thomas Grumke galt Borchardt zwar als Veteran des westdeutschen Rechtsextremismus, konnte aber aufgrund einer Vielzahl von Strafverfahren und Haftstrafen, die seine Aktivitäten merklich einschränkten, keinen nennenswerten Einfluss über Nordrhein-Westfalen hinaus entfalten.
Borchardt starb in der Nacht zum 3. Oktober 2021 nach einem kurzen Krankenhausaufenthalt an einer Blutvergiftung im Alter von 67 Jahren in Dortmund.
Anlässlich seines Todes fand in Dortmund ein öffentlicher Trauermarsch mit über 500 Teilnehmern statt. An diesem nahmen hauptsächlich Menschen aus der Neonazi-Szene wie zum Beispiel Thorsten Heise teil.
Siegfried Borchardt wurde am 21. Januar 2022 auf dem Hauptfriedhof Dortmund beigesetzt. Rund 150 bis 250 Personen aus dem rechtsextremen Spektrum wohnten der Bestattung bei. Über die Gestaltung des Grabes ist ein Streit zwischen Neonazis und der Stadt Dortmund entstanden. Während die Neonazis dem Verstorbenen einen beschrifteten Grabstein setzen wollen, tritt die Stadt für ein anonymes Reihengrab ein, um die Entstehung einer rechtsextremen Pilgerstätte zu verhindern. Totenfürsorgeberechtigter ist der Rechtsextremist Alexander Deptolla, der von einem Verwaltungsgericht die Erlaubnis erhalten hatte, die Urne des Verstorbenen auf dem Hauptfriedhof beizusetzen. Die endgültige Gerichtsentscheidung über die Gestaltung des Grabes steht noch aus.